# Fievel et le Trésor perdu
Série
Fievel au Far West
(1991) Fievel et le Mystère du monstre de la nuit
(1999)
Pour plus de détails, voir Fiche technique et Distribution.
Fievel et le Trésor perdu (An American Tail: The Treasure of Manhattan Island) est un long métrage d'animation américain réalisé par Larry Latham (en), sorti directement en vidéo en 1998.
En plus de ses deux opus précédents, le film fait suite à la série d'animation Les Aventures de Fievel au Far West, diffusée en 1992.

## Synopsis
Dans le New York du XIXe siècle, Fievel et sa famille s'efforcent de réaliser leur « rêve américain » jusqu'au jour où notre héros met la main sur une carte mystérieuse.
Grâce à elle Fievel et ses amis vont découvrir le monde secret des souris indiennes, une découverte bien plus précieuse que tout l'or du monde !

## Fiche technique
- Titre original : An American Tail: The Treasure of Manhattan Island
- Titre français : Fievel et le Trésor perdu
- Réalisation : Larry Latham (en)
- Scénario : Len Uhley
- Direction artistique : Derek Carter
- Montage : Danik Thomas
- Musique : Patrick Griffin et Michael Tavera
- Production : Larry Latham (en)
- Société de production : Universal Family and Home Entertainment
- Société de distribution : Universal Studios Home Video
- Pays de production :  États-Unis
- Format : Couleur - 35 mm - son stéréo
- Genre : Animation - Film d'aventure
- Durée : 96 minutes
- Dates de sortie : 
  - Royaume-Uni : 16 novembre 1998
  - États-Unis : 15 février 2000
  - France : 19 juin 2003

## Distribution
| - Thomas Dekker : Fievel Souriskevitz - Dom DeLuise : Tiger - Pat Musick : Tony Toponi - Nehemiah Persoff : Papa Souriskevitz - Erica Yohn : Mama Souriskevitz - Lacey Chabert : Tanya Souriskevitz - Elaine Bilstad : Cholena - René Auberjonois : Dithering - David Carradine : chef Wulisso - Sherman Howard : chef de police McBrusque - Tony Jay : Toplofty - Richard Karron : O'Bloat - John Kassir : Scuttlebutt - Ron Perlman : Grasping - Marianne Muellerleile : Lucretia Noble-Rat | - Elliot Weill : Fievel Souriskevitz - Marie-Charlotte Leclaire : Tanya Souriskevitz - Roger Lumont : Papa Souriskevitz - Nathalie Nerval : Mama Souriskevitz - Alain Dorval : Tiger - Dimitri Rougeul : Tony Toponi - Ludivine Sagnier : Cholena - Philippe Dumat : le professeur Tatillon - Jean-Claude Sachot : McBrusque - Henri Poirier : du Rupin - Pierre-François Pistorio : de La Ripaille - Jean-Luc Galmiche : Visqueux de Rat - Benoît Allemane : de La Ferulle - Saïd Amadis : chef Wulisso |

## Autour du film
- Ce film marque le retour du personnage de Tony Toponi qui s'était absenté du second opus et revient dans le troisième et le quatrième.
- Dans les deux premiers films, Tanya incarne la grande sœur de Fievel. Elle s'inquiète des disparitions de son frère. En plus, dans Fievel au Far West, ses rêves de devenir chanteuse vont lui faire vivre une aventure avec la bande de Chat R. Ton. Dans Fievel et le Trésor perdu, elle devient plutôt la petite sœur de Fievel. Elle désire même le suivre dans sa chasse au trésor.